# 科斯 (法国)
科斯（法語：Causses，發音：[kos]），又称喀斯，是法國的一個石灰岩高原，位於法國中央高原。科斯平均高度在900～1000米，石灰岩台地密集。由於侵蝕作用的影響，有眾多很深的谷地，形成喀斯特地形，亦有許多外觀奇特的岩石。科斯是法國主要的牧羊地區之一，是著名的羊乳起司產地，同時科斯還被指定為自然公園。2011年，科斯因其農業景觀而被指定為世界文化遺產。